# Vitvingad monark
Vitvingad monark (Trochocercus cyanomelas) är en fågel i familjen monarker inom ordningen tättingar.

## Utseende och läte
Vitvingad monark är en liten och slank flugsnapparliknande fågel med en tofs på huvudet. Hanen har svart huvud med en stor huvudtofs och en varierande vit vingfläck. Honan är mer enfärgad och gråare, med kortare tofs och mindre vitt i vingen. Den mycket ljusa undersidan och vitt i vingen skiljer den från liknande arter. Lätet är ett sjungande "zree-zre-zre" medan sången mbestår av långa melodiska serier med ihåliga toner.

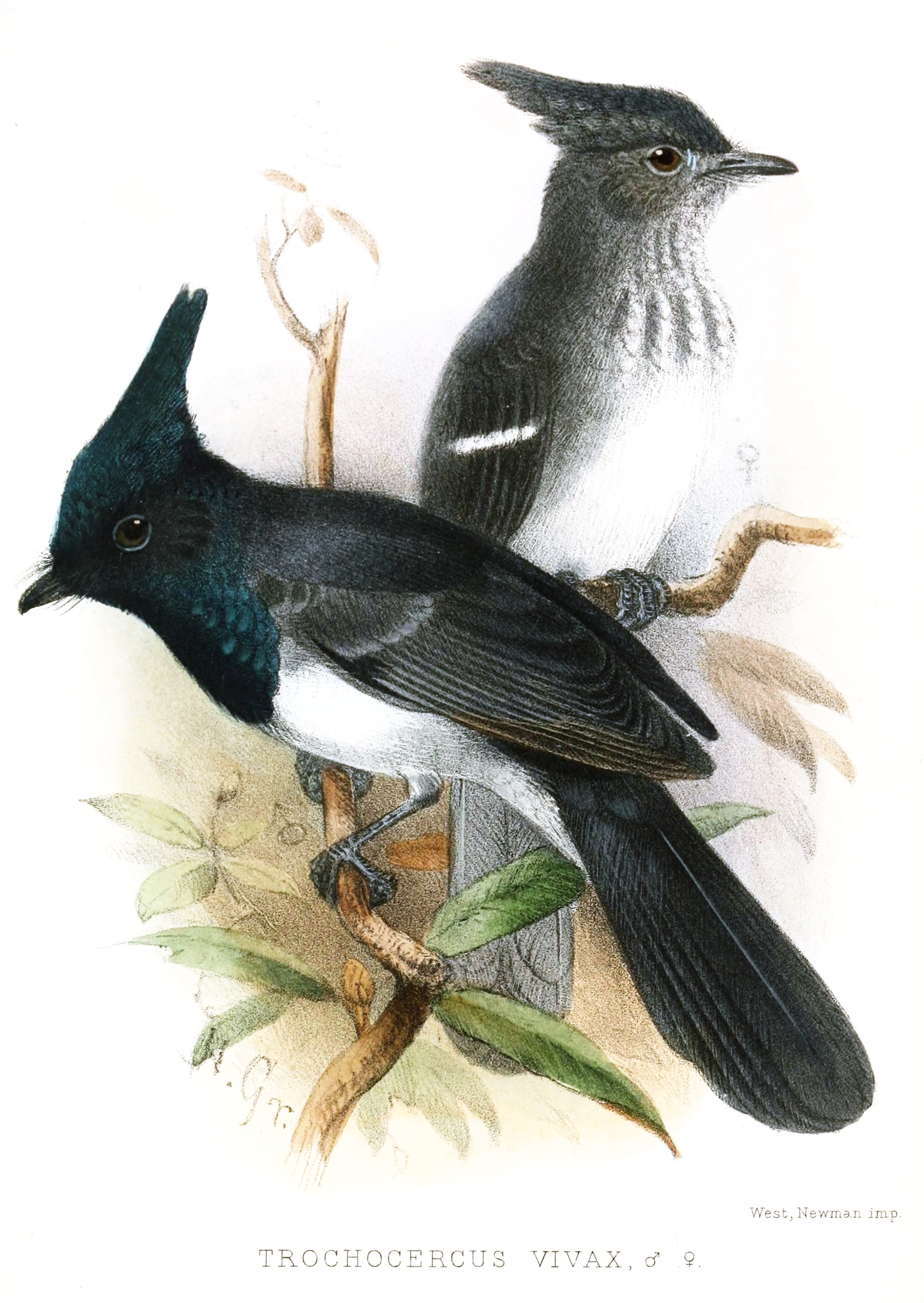

## Utbredning och systematik
Vitvingad monark förekommer i östra Afrika från Uganda och Tanzania söderut till Sydafrika. Den delas in i fem underarter med följande utbredning:
- bivittatus-gruppen
  - Trochocercus cyanomelas vivax – förekommer från Uganda och västra Tanzania till södra Demokratiska republiken Kongo och Zambia
  - Trochocercus cyanomelas bivittatus – förekommer från Somalia till Kenya, östra Tanzania och Zanzibar
  - Trochocercus cyanomelas megalolophus – förekommer från Malawi och norra Moçambique till Zimbabwe och nordöstra Sydafrika (östra KwaZulu-Natal)
- cyanomelas-gruppen
  - Trochocercus cyanomelas segregus – förekommer i nordöstra Sydafrika (östra North West till västra KwaZulu-Natal)
  - Trochocercus cyanomelas cyanomelas – förekommer i kustnära södra Sydafrika (västerut till Västra Kapprovinsen)

Sedan 2016 urskiljer Birdlife International och naturvårdsunionen IUCN underarterna vivax, bivittatus och megalolophus som den egna arten Trochocercus bivittatus. 

## Levnadssätt
Vitvingad monark hittas på medelhög höjd i skogsområden, i både lågland och bergstrakter. Fågeln rör sig rastlöst, ofta som en del av kringvandrande artblandade flockar.

## Status
IUCN bedömer hotstatus för underartsgrupperna (eller arterna) var för sig, båda som livskraftiga.